# Yuta Someya
Yuta Someya (født 30. september 1986) er en japansk fodboldspiller, som spiller for den japanske fodboldklub Kashiwa Reysol.